# Transcivetta
La Transcivetta è una classica molto impegnativa di corsa in montagna, sia perché si svolge in gran parte in salita (con un dislivello di 1950 metri), sia perché si corre in coppia su un percorso di oltre 20 km.
Dopo la partenza presso la località di Listolade, si sale lungo la Val Corpassa passando prima al Rifugio Capanna Trieste e poi, lungo una strada bianca, ci si dirige al Rifugio Mario Vazzoler.

Oltrepassate le casere Favretti, guadagnate alla fine di una rampa molto ripida, si corre lungo la Val Civetta prima di imboccare il sentiero che porta al Rifugio Tissi.

Di qui si scende verso un pianoro per risalire poi verso il Col Negro, con un sentiero che s'impenna sino alla Forcella.

Superato il lago di Coldai, ancora pochi metri e si giunge alla Forcella Coldai, da dove comincia la picchiata finale verso i Piani di Pezzè.